# Caryanda modesta
Caryanda modesta är en insektsart som först beskrevs av Giglio-tos 1907.  Caryanda modesta ingår i släktet Caryanda och familjen gräshoppor. Inga underarter finns listade i Catalogue of Life.